# NGC 7158
NGC 7158 est constitué de trois étoiles situées dans la constellation du Capricorne,. L'astronome américain Frank Müller a enregistré la position de celles-ci en 1886.
Le Revised New General Catalogue associe incorrectement la galaxie PGC 67698, située à environ 9" au sud-ouest, à NGC 7158,. Cette erreur a été reprise par les bases de données Simbad et HyperLeda.  